# Aragonsko kraljestvo
Aragonsko kraljestvo (špansko Reino de Aragón, aragonsko Reino d'Aragón) je bilo eno izmed kraljestev aragonske krone. Glavno mesto je bila Zaragoza.
Aragonsko kraljestvo je bilo eno od hispanskih kraljestev na severovzhodu Iberskega polotoka. Nastala je v osrednji pirenejski regiji leta 1035 po združitvi karolinških grofij Aragón, Sobrarbe in Ribagorza. Kasneje se je razširila proti jugu, ko je pridobila nadzor nad muslimanskimi ozemlji, dokler ni zasedla ustreznega območja sedanje avtonomne skupnosti Aragonija.
Ne smemo je zamenjevati z aragonsko krono, nizom ozemelj, na katerih je bil aragonski kralj suveren. Sprva jih je sestavljalo samo kraljestvo Aragonija in posesti grofa Barcelone, kasneje pa so z osvajanjem dodali kraljestvo Majorka, kraljestvo Valencia in različna ozemlja v Sredozemlju. Čeprav nikoli ni veljala za kraljestvo, je bila Katalonija eno od ozemelj članic krone, in ker je imela veliko prebivalstva in vojaško težo, je poenostavljeno veljala za eno od "kraljestev" aragonske krone.
Od konca 15. stoletja, po poroki katoliških monarhov, je prišlo do dinastične zveze aragonskih in kastiljskih kron. Vendar pa je Aragonska krona za razliko od kastiljske krone še naprej delovala kot sestavljena monarhija, v kateri so si ozemlja delila istega monarha, vendar so ohranila različne zakone, institucije in načine odnosa do kralja. Tako je Kraljevina Aragonija, tako kot druga ozemlja Aragonske krone, ohranila svoje privilegije in institucije, dokler leta 1707 v kontekstu španske nasledstvene vojne kralj Felipe V., prvi kralj hiše Bourbon, ni razveljavil svoje privilegije, ukinil Aragonski svet in ostale lastne institucije, kot so pravosodje, Provincialni svet ali sodišča Aragona, s čimer je uvedel zakone in institucije kastiljske krone, z dekreti Nueva Planta.
Aragonija se bo še naprej štela za ozemeljsko delitev Španije do leta 1833, ko je Javier de Burgos uvedel ozemeljsko delitev po provincah in s tem zatrl delitev po kraljestvih. Na drugih ozemljih nekdanje krone Aragonije so bile prav tako ukinjene institucije in zakoni po različni dekreti de Nueva Planta: sodišča kneževine Katalonije, kraljestva Valencia in kraljestva Majorka, tako kot tista v Aragoniji, naj bi se od takrat naprej sestajala skupaj s sodišči Kastilije.

## Zgodovina

### Izvor: okrožje Aragonija
Poroka Andregoto, hčerke aragonskega grofa Galinda II., z navarskim kraljem Garcío Sánchezom I. je pripeljala do združitve obeh političnih entitet. Aragonska grofija je še naprej ohranjala določeno osebnost, ki je bila okrepljena z oživitvijo meniškega življenja in organizacijo škofije, ki je sovpadala z mejami grofije.
Leta 1035 je Ramiro, naravni sin Sancha III. Navarskega in baiulusa grofije Aragón, vključil grofiji Sobrarbe in Ribagorza, ki sta bili pod vlado njegovega brata Gonzala. Po Sančovi smrti se je grofija odcepila od navarskega kraljestva. in je bilo ustanovljeno kot ločeno kraljestvo, čeprav so ga nadzirali Navarčani, ki jim je vladal njegov brat García Sánchez III. Omejeno na pirenejske doline in sosednje najmočnejše navarsko kraljestvo in pomembno zaragoško Taifo, povečanje prebivalstva in želja po zemlji kajti njeni prebivalci so jo kljub začetni vojaški šibkosti spodbudili k širitvi.
Legitimnost nove dinastije sta kralja Sancho Ramírez in Pedro I. dosegla s postavitvijo kraljestva pod zaščito Svetega sedeža. Tako je Kraljevina Aragonija postala del zahodnih držav. Kraljestvo je papežu podaril Sancho Ramírez leta 1068, da bi skušal okrepiti svoj položaj pred sovražnimi sosedi, ki so se včasih povezovali proti njemu.

### 11.-12. stoletje: Širitev kraljestva
Načrte Ramira I. za ponovno osvojitev ravninskega ozemlja so njegovi neposredni nasledniki daleč presegli.
Navarskega kralja Sancha Garcésa IV. je leta 1076 umoril njegov lastni brat. Navarčani, ki niso želeli, da bi jim vladal bratomor, so za svojega kralja izbrali Sancha Ramíreza de Aragóna — bratranca pokojnika —, ki je vključil krono Pamplone v iz Aragonije. Navarsko kraljestvo je bilo razdeljeno med León-Castilla in Aragón; Ta je prejela glavna ozemlja, vključno z navarsko prestolnico, in potrojila svojo razširitev, čeprav v zameno za priznanje kastiljsko-leonske teoretične nadvlade. Da bi proslavil širitev, je Sancho ustanovil mesto Jaca, kamor je prišel prebival in prenesel škofovstvo Mozarabščina (hispansko-vizigotske liturgične tradicije pod muslimansko vladavino) iz Huesce leta 1077. Ker je nadzorovala višavje, ki meji na Ebro na severu, je lahko izvajala različne vdore, predvsem proti zaragoški tajfi, in se poskušala razširiti proti ravnini, predvsem vzdolž dolin Aragón, Sobrarbe in Ribagorza. Da bi nadomestil pomanjkanje vojakov, potrebnih za ozemeljsko širitev, jih je poskušal pripeljati iz južne Francije. Vendar je bila širitev počasna in je potekala v posebnih z zavzetjem strateških točk, kot sta Graus leta 1083 in Ayerbe približno v istem času, od Cidov do Levanta, ki se je do takrat bojeval z njimi. Leta 1089 so Aragonci zavzeli Monzón, kar je oviralo komunikacije med Lérido in Huesca in leta 1091 zgradili grad El Castellar med Zaragozo in Tudelo.10 Sancho je oblegal pomembno mesto Huesca - veliko večje od Jace in Pamplone in verjetno od katerega koli polotoškega mesta v krščanskih rokah, razen Barcelone in Toleda - leta 1094, vendar je zaradi simpatije umrl. To se je zgodilo takoj njegovemu sinu Pedru, ki je bil že povezan z oblastjo in je kmalu ponovno prevzel obleganje.
Aragonski kralj Pedro I. (1070-1104) je osvojil Huesco 27. novembra 1096, potem ko je v bitki pri Alcorazu, ki je potekala 18. novembra istega leta, premagal zaragoškega kralja Al-Musta'ina II. Leta 1101 je zavzel Barbastro in Sariñeno ter leta 1104 Tamarite de Litera. V tej vladavini je bilo urejeno Fuero de infanzones.
Med vladavino Alfonsa I. Bojevnika (1104-1134), v nekaj letih, z dragocenim sodelovanjem fevdalnega plemstva južne Francije, urbanih središč in regij Tudela, Tarazona, Calatayud, Daroca in Zaragoza. Po smrti svojega brata Pedra I. Aragonskega se je odločil za napad na Cinco Villas in leta 1105 osvojil Ejea de los Caballeros.
Kralj Zaragoze Al-Musta'in II se odloči, da bo leta 1110 izvedel roparsko ekspedicijo proti sosednjim kristjanom in se bo končal z bojem z mejnimi vitezi v bitki pri Valtierri, kjer bo poražen in našel smrt. Zavzetje Zaragoze leta 1118 je pomenilo padec celotnega mavrskega kraljestva, s čimer so se korenito spremenile družbene strukture in duhovna obzorja majhnega kraljestva planincev, ki je bila do tedaj Aragon.
Leta 1120 je aragonski monarh osvojil Calatayud, Daroca, podelil listino Sorio in istega leta je aragonska vojska dosegla zelo pomembno zmago nad muslimani v bitki pri Cutandi.Leta 1125 je bila organizirana velika vojaška ekspedicija Alfonza I. Aragonskega skozi Andaluzijo ., kar kaže na šibkost moči Almoravidov v Levanteju in Andaluziji.
Kralj Battler, ki je propadel v zakonu s kraljico Urraco iz Leona, ni imel potomcev. V svoji edinstveni oporoki je vojaške redove postavil za dediče svojih kraljestev, vendar nihče ni pomislil, da bi to oporoko izpolnil in aragonski plemiči, zbrani v Jaci, so njegovega brata Ramira priznali za kralja. S svoje strani so Navarčani izvolili Garcío Ramíreza, kar je določilo ločitev Navarskega kraljestva. Takrat je bil Ramiro škof Roda-Barbastra, vendar je moral zasesti prestol.
Ramiro II. Aragonski (1086-1157) je vladal le tri leta, od 1134 do 1137. Poročen je bil z Agnes iz Poitouja, hčerko akvitanskega vojvode Viljema IX. Kronanje je potekalo v Zaragozi leta 1134.

### Aragonska krona
Leta 1137 je Ramiro II. Menih pristal na zaroko Petronile Aragonske z Ramónom Berenguerjem IV. iz Barcelone. Njun sin, Alfonso II., je bil prvi kralj, ki je podedoval naslova kralj Aragonije in grof Barcelone.
V času največje ozemeljske razširjenosti je bilo kraljestvo Aragonija sestavljeno iz ozemelj, ki danes tvorijo avtonomno skupnost Aragonija, plus velik del sedanje province Lleida, večji del doline Ebro do morja, s Tortoso kot glavno obalno mesto in severno od sedanje province Castellón. Ta širitev je bila artikulirana z ustanovitvijo markizov Lleida in Tortosa, čeprav ju je Jaime I. Aragonski pozneje odstopil kneževini Kataloniji. Ferdinand II. (1479-1516) se je poročil z Izabelo I. Kastiljsko. Njun vnuk, Carlos I., je podedoval obe kroni, vendar je vsak ohranil svoje zakone in običaje.
"Aragonese" ali pol srebrnega reala Fernando el Católico. Iztisnjeno leta 1484 v Zaragozi (hrbtna stran z začetnicama I C ob grbu Aragonije, kjer se C, oznaka kovnice, nanaša na Çaragoça). Imel je vrednost plače jaquesa, zaradi česar je bil figuracija enote tradicionalne aragonske računske valute, ki ni bila nikoli skovana.
Leta 1700, ob smrti Carlosa II., je bil Felipe de Anjou razglašen za kralja Kastilije in Aragonije, kar je izzvalo vojno za špansko nasledstvo. Aragonska krona se je postavila na stran nadvojvode Carlosa, drugega tožnika. Ko se je vojna končala, je Felipe V. razglasil dekrete Nueva Planta, s katerimi so bile ukinjene formalne institucije Aragonske krone, ki je bila vključena v moderno in centralizirano državo na večini svojega ozemlja, razen v baskovskih provincah in Navari. , ki so še naprej ohranjale svoje privilegije. Leta 1711 je bila ustanovljena generalna kapitanija Aragonije.

## Teritorialna organizacija
Najstarejši upravni sistem kraljestva je temeljil na razdelitvi prebivalstva in zemlje med plemiče, ki so sodelovali pri osvajanju. Plemiči so te časti lahko prejeli v lastnino ali posest, ko je kralj pridržal lastnino, a njeno upravo prepustil plemiču. Plemiči so lahko prejeli gradove v posest in prevzeli skrb za njihovo hrambo v zameno za naseljevanje in pridobivanje rente od dežel, ki so jih nadzorovali.
Kralj je podelil tudi upravljanje dežel in mest cerkveni hierarhiji. Škofije, nadduhovništva, opatije in vojaški redovi so upravljali in pobirali dohodek od časti, ki so jim bile podeljene.
Sčasoma bo kralj začel ustvarjati mrežo uradnikov za nadzor zemljišč in mest, ki so neposredno odvisni od njega, imenovanih licenčnine. Merino je bil izvršilni, sodni in vojaški agent monarha, kar je že dokumentirano v Fuero de Jaca. Plesi so začeli imeti podobna tekmovanja, vendar so se na koncu specializirali za upravljanje kraljeve dediščine. Kralj je podelil kraljevim mestom in mestom listine, ki so določale privilegije njihovih sosedov. Regije Daroca, Teruel, Calatayud, Albarracín in druge so bile organizirane v skupnosti, ki so poslale svoje predstavnike v Cortes.23 V 15. stoletju je bilo ozemlje kraljestva razdeljeno na enajst sobrecollidas za davčne namene, ki so bili spremenjeni v vasi , z nekaterimi modifikacijami, v 17. stoletju.

## Demografija
Pred islamsko osvojitvijo Iberskega polotoka je bilo prebivalstvo v kasnejši Aragoniji mešanica iberskega in keltiberskega substrata z rimskimi kolonizatorji in vizigotskimi osvajalci, z Baski, ki so zasedli pirenejske doline. Obstajala je tudi judovska manjšina, ki je bila posledica iz diaspore iz 1. stoletja. To manjšino, ki so jo Rimljani tolerirali, so v dneh pred muslimansko invazijo preganjali Vizigoti.
Muslimanski osvajalci niso bili zelo številni, večinoma so bili Berberi, v kasnejših valovih pa tudi Arabci in Sirci. Tisti, ki so bili ustanovljeni v dolini Ebro, so bili večinoma Arabci, razdeljeni med Qaysíes in Kalbíes, Arabci s severa in z juga. Večina muslimanskega prebivalstva na tem območju v času rekonkviste so bili Muladíes, kristjani spreobrnjenci v islam. Tiste kristjane, ki se niso spreobrnili, imenovane Mozarabci, so muslimanski vladarji tolerirali v zameno za plačilo posebnih davkov.
Prvi grofje Hispanske marke so bili Franki, a so jih sčasoma nadomestile lokalne, baskovske in hispano-vizigotske elite. Kralji Pamplone in kasneje Aragonije so spodbujali priseljevanje Frankov in Okcitancev v svoja kraljestva, pa tudi Mozarabcev. Z invazijo fundamentalističnih Almohadov so se tudi judovske skupnosti iz al-Andalusa izselile v krščanska kraljestva. Po osvojitvi doline Ebro je precejšnje število muslimanov postalo podanikov aragonskega kralja. Ti muslimani, imenovani Mudejar, so tvorili pomemben del obrtniškega in poljedelskega razreda kraljestva, kar se odraža v razširjeni aragonski arhitekturi Mudejar.
13. stoletje je bilo zlata doba aragonskih Judov. Judovska manjšina je bila izrazito urbana, ukvarjala se je z vsemi vrstami poklicev, izstopala pa je v medicini, administraciji, pobiranju davkov in posojilih. Judje so veljali za lastnino krone, kralj jim je zagotavljal zaščito v zameno za posebne prispevke.30 V istem stoletju so iz Oksitanije prišli katarski begunci, ki so bežali pred verskim preganjanjem. Položaj Judov se je ob koncu stoletja poslabšal zaradi pritiska katoliške hierarhije in jim je bilo prepovedano opravljati javne funkcije. Mnogi aragonski Judje so se spreobrnili v krščanstvo z večjim ali manjšim prepričanjem, da bi se izognili visokim davkom in preganjanju. Ti spreobrnjenci so se integrirali v krščansko prebivalstvo in se celo mešali s plemiškimi družinami. To bi lahko pojasnilo pomembno pogostost judovskih haplotipov v sodobni aragonski populaciji.
Notranji konflikti, vojna s Kastilijo in predvsem črna kuga ter druge epidemije v 14. stoletju so povzročile pomemben upad prebivalstva v kraljestvu. Leta 1492 so katoliški monarhi odredili spreobrnitev ali izgon Judov. Leta 1495 je bil opravljen popis prebivalstva, požar 1495, ki je razkril skupno 51.540 požarov v kraljestvu ali okoli 200.000 prebivalcev. Muslimanov je bilo takrat 11 % celotnega prebivalstva. Najbolj naseljeno mesto Zaragoza je imelo manj kot 20.000 prebivalcev.
Leta 1525 je Carlos I. prav tako odredil spreobrnitev ali izgon Mudejarjev, pri čemer je leta 1526 krstil večino aragonskih muslimanov. V 16. stoletju je skupno prebivalstvo naraslo za 50 %, zlasti na bregovih reke Ebro in njenih pritokov desni breg. Del rasti je bil posledica priseljevanja s severa Pirenejev. V 17. stoletju se je rast prebivalstva upočasnila. Leta 1610 je bilo izgnanih kakšnih 65.000 Moriskov, približno 20 % prebivalstva. Drugi pomembni dejavniki nižje rasti prebivalstva so bili izguba kmetijske proizvodnje zaradi izgona Mavrov in sušnih obdobij, kuga, ki je opustošila kraljestvo od 1647 do 1654, povečanje davkov in upor Katalonije.
Že v 18. stoletju je španska nasledstvena vojna povzročila približno 10-odstotno zmanjšanje prebivalstva, vključno z izseljevanjem številnih prebivalcev francoskega porekla, potem ko je nadvojvoda Carlos odredil njihov izgon.